# Walker (película)
Walker es una película histórica/satírica hispano-estadounidense dirigida por Alex Cox y protagonizada por Ed Harris, Richard Masur, René Auberjonois, Peter Boyle, Miguel Sandoval y Marlee Matlin. Está basada en la vida de William Walker, el filibustero estadounidense que invadió y se autoproclamó presidente de Nicaragua. Fue escrita por Rudy Wurlitzer y musicalizada por Joe Strummer que tuvo un rol menor como miembro del ejército de Walker.
La película está intencionalmente llena de anacronismos como helicópteros, encendedores Zippo, rifles automáticos y automóviles. Fue filmada en Nicaragua durante la Guerra de la Contra.

## Argumento
En 1853, el aventurero William Walker huye de México después de un intento fallido de incitar a una insurrección armada. Es juzgado por violar la Ley de Neutralidad pero es absuelto. Walker cree en el Destino Manifiesto y tiene planes de casarse y comenzar un periódico hasta que su novia Ellen Martin muere de cólera. Financiado por el multimillonario estadounidense Cornelius Vanderbilt, Walker y 60 mercenarios se embarcan en una misión para derrocar al gobierno de Nicaragua, para asegurar los derechos de Vanderbilt sobre una ruta de transporte terrestre entre el Océano Atlántico y el Océano Pacífico.
Walker y su ejército logran una sangrienta victoria en Nicaragua y cuando cae la capital, Walker permite que el presidente se quede a cargo, pero se lleva a su amante, doña Irene. Con la creciente perturbación en el país, Walker ordena fusilar al presidente y asume la presidencia por sí mismo. De 1855 a 1857, sus acciones como presidente se volvieron cada vez más maníacas y delirantes, con Walker antagonizando a su patrocinador financiero al revocar la licencia de Vanderbilt para la ruta comercial terrestre.
Nicaragua y sus vecinos se unen para deshacerse del dictador indeseable, y expulsan al déspota. Eventualmente, sin el apoyo de Vanderbilt o del gobierno de los Estados Unidos, las incursiones posteriores de Walker en Centroamérica conducen a su captura y ejecución.

## Reparto
| Actor                | Personaje                  |
| -------------------- | -------------------------- |
| Ed Harris            | William Walker             |
| Richard Masur        | E. G. Squier               |
| René Auberjonois     | Mayor Siegfried Henningson |
| Keith Szarabajka     | Timothy Crocker            |
| Sy Richardson        | Cap. Hornsby               |
| Xander Berkeley      | Byron Cole                 |
| John Diehl           | Stebbins                   |
| Peter Boyle          | Cornelius Vanderbilt       |
| Marlee Matlin        | Ellen Martin               |
| Alfonso Arau         | Gaston de Raousset-Boulbon |
| Pedro Armendáriz Jr. | Muñoz                      |
| Gerrit Graham        | Norvell Walker             |
| William O'Leary      | James Walker               |
| Blanca Guerra        | Doña Irene                 |
| Miguel Sandoval      | Parker French              |
| Rick Barker          | Breckenridge               |
| Karl Braun           | Bruno von Natzmer          |
| Kathy Burke          | Annie Mae                  |
| Richard Edson        | Turley                     |
| Bennet Guillory      | Achilles Kewen             |
| David Hayman         | Padre Rossiter             |
| Dick Rude            | Washburn                   |
| Zander Schloss       | Huey                       |
| Milton Selzer        | Juez                       |
| Edward Tudor-Pole    | Doubleday                  |
| Norbert Weisser      | Prange                     |
| Biff Yeager          | Max / Carpetbagger         |
| Del Zamora           | Padre Agustín Vigil        |
| Richard Zobel        | Lemuel                     |
| Joe Strummer         | Faucet                     |
| Fox Harris           | Fiscal de distrito         |

## Producción
Alex Cox visitó Nicaragua por primera vez en 1984, durante la campaña electoral nacional por la que Daniel Ortega asumió la presidencia, para ver si las condiciones eran tan malas como habían informado los medios estadounidenses. Descubrió que no era así. El cineasta fue persuadido de regresar por dos soldados heridos del ejército sandinista. Más tarde se enteró del Walker histórico por un artículo en Mother Jones que trataba principalmente sobre la política exterior de Estados Unidos en Centroamérica y decidió llevar su historia a la pantalla. Un profesor de historia de la Universidad de California le prestó a Cox una tarjeta de la biblioteca para que pudiera investigar más sobre Walker. "Cuanto más leía sobre él, más extraño me parecía", recuerda Cox. Contrató a Rudy Wurlitzer para escribir el guion porque, según Cox, "comprende a los estadounidenses y el loco impulso que lleva a ciertos estadounidenses a ser grandes hombres." Cox no estaba interesado en hacer lo que él llamó un drama histórico largo y respetuoso que se mostraría en Masterpiece Theatre porque Walker "protagoniza una desastrosa desventura. Es un tipo bastante malo. No pensé que fuera posible abordarlo de esta manera normal, en un estilo histórico, respetuoso".
El presupuesto se fijó en seis millones de dólares y la mayor parte de la película se rodó en Granada, Nicaragua. Para entrar en el personaje, Ed Harris dirigió a todo el elenco en una marcha forzada de 10 millas a través del campo nicaragüense. El actor se sintió atraído por el desafío de interpretar a alguien "que tiene convicciones morales increíbles pero que se convierte en una persona tan malvada en el mundo en nombre de difundir la democracia". También se sintió atraído por la política del guion, afirmando ser anti-Contras y anti-intervención en Nicaragua y vio hacer una película allí como una forma de posiblemente detener el derramamiento de sangre.
Cox obtuvo la cooperación del gobierno sandinista y la Iglesia Católica porque quería que su producción fuera una "fuerza para la paz y la reconciliación." La agonizante economía de Granada recibió un impulso significativo por la producción con 300 carpinteros locales contratados para construir decorados, 6.000 personas contratadas como extras y guardias de seguridad provistos por el ejército y un helicóptero de transporte MI-18 de fabricación soviética utilizado en la película. En la plaza de la ciudad fueron derribados postes de luz dejando casas sin energía eléctrica. Algunas familias se quedaron temporalmente sin teléfono porque la producción necesitaba sus líneas y el gobierno no podía permitirse instalar nuevas. La plaza central se cubrió con varios centímetros de tierra para recrear las condiciones de la década de 1850. El guion fue editado por el vicepresidente del país, Sergio Ramírez, y el ministro de Cultura, Ernesto Cardenal, que eran novelista y poeta, respectivamente. Ambos hombres, junto con el ministro de Educación, el ministro del Interior y un comandante militar, visitaban ocasionalmente el set. Dos personas murieron accidentalmente durante el rodaje, ambas en incidentes relacionados con automóviles. Por uno de los fallecidos, la compañía cinematográfica pagó el funeral y compensó a la familia. Las condiciones de rodaje eran difíciles debido a todos los incendios que estaban haciendo los lugareños, lo que hacía que el aire fuera denso y difícil de respirar.
Incluso después de que terminó el rodaje, Cox se quedó en Granada, editando la película. Dijo: "Creo que tenemos el deber de no ser simplemente los gringos ricos y venir aquí y pasar ocho semanas y luego desaparecer".

## Exactitud histórica
Como señaló Roger Ebert en su reseña para el Chicago Sun-Times, "... anacronismos, estrellas invitadas, héroes quijotescos con cara de póquer y guiones completamente inútiles", fueron el sello distintivo de las películas dirigidas por Cox. Hay varias de anacronismos intencionales colocados para establecer una comparación entre la Nicaragua de 1850 y la de 1980. Por ejemplo, los personajes se muestran leyendo Newsweek y Time, y un monitor de computadora es visible en el estudio de Vanderbilt. A medida que avanza la película, las inexactitudes se vuelven cada vez más extremas y es evidente que Cox estaba usando el dispositivo para acentuar los eventos modernos con la era Walker.
La precisión histórica se elimina en un recuento dramático del golpe de Estado de Walker. No hay evidencia de que Walker haya conocido a Vanderbilt o recibido su apoyo, como sugiere la película. Más bien, Walker fue apoyado por los competidores de Vanderbilt, Charles Morgan y Cornelius Garrison, dueños de la Nicaragua Transit Company en su tiempo. James Buchanan es mencionado incorrectamente como presidente de los Estados Unidos después del juicio de Walker, antes de su expedición a Nicaragua. Franklin Pierce era en realidad el presidente en ese momento. Ellen Martin, la prometida de Walker, murió en 1850. En la película, ella está presente en su juicio de 1854 por violar las leyes de neutralidad de Estados Unidos después de que invadió Baja California y Sonora, México, muriendo poco después.
Las inconsistencias menores incluyen el uso de rifles de cerrojo, armas de la era de la Primera Guerra Mundial, y revólveres Navy Colts en el ejército de Walker, que no se usaron en general hasta mediados de la Guerra Civil de Estados Unidos, casi una década después, pero era obvio que Cox estaba poco preocupado con la precisión histórica.

## Banda sonora
Joe Strummer había trabajado anteriormente con Cox en Sid and Nancy y Straight to Hell, contribuyendo con canciones a sus respectivas bandas sonoras. Quería componer una banda sonora completa para una película y Walker le brindó esa oportunidad. Después de filmar su pequeño papel en la película, regresaba a su habitación y grababa fragmentos de música en un casete de cuatro pistas usando una guitarra acústica y un pequeño sintetizador de plástico con el guitarrista Zander Schloss. Se inspiraron en la música local que se toca en los bares, una mezcla de reggae, calipso y música brasileña.

## Recepción
Walker obtuvo críticas predominantemente negativas; Rita Kempley escribió, "es asqueroso, confuso y absurdo", en su reseña para The Washington Post. El crítico del Washington Post, Desson Howe, criticó la "desconcertante fusión de dibujos animados y docudrama ..."  En su crítica para Newsweek, David Ansen escribió: "Sus escenas no tienen forma, sus personajes son figuras de palitos, el ingenio es universitario y sus piezas empapadas de carnicería en cámara lenta son imitaciones de tercera categoría Sam Peckinpah". Gene Siskel le dio a la película cero estrellas y la consideró "Sin duda una de las peores películas del año, aún más impactante porque fue dirigida por el a menudo inventivo Alex Cox". El coanfitrión de Gene Siskel, Roger Ebert, también le dio a la película una calificación poco común de cero estrellas. Jay Scott dio a la película una crítica positiva en The Globe and Mail: "Cox expone las limitaciones del drama histórico en Walker con un desprecio calculado de sus convenciones". Vincent Canby también elogió la película de Cox en The New York Times: "Walker es ingenioso, en lugar de reír a carcajadas. Sin ser solemne, es mortalmente serio ... Walker es algo muy raro en las películas estadounidenses en estos días. Tiene algo de descaro".
El director Alex Cox nunca volvió a ser contratado por un importante estudio de Hollywood, y sus películas posteriores solo han recibido una distribución limitada en los Estados Unidos. En una entrevista de 2008 con The A.V. Club, dijo Cox, "La distribución está controlada por los estudios, y he estado en la lista negra de los estudios durante los últimos 20 años ... La última película que me pidieron que dirigiera fue The Running Man ... muy buena película, pensé. Me hubiera gustado haber hecho The Running Man. Es solo que Walker se hizo al mismo tiempo".

### Premios
Walker fue nominada al Oso de Oro en el 38 ° Festival Internacional de Cine de Berlín.

## DVD
The Criterion Collection lanzó un DVD Región 1 el 19 de febrero de 2008 con características que incluyen: un comentario de audio de Cox y el guionista Wurlitzer; Dispatches from Nicaragua, un original documental sobre el rodaje de Walker; On Moviemaking and the Revolution, reminiscencias de un extra 20 años después sobre la película; fotografías entre bastidores; y un folleto con escritos del crítico de cine Graham Fuller, Wurlitzer y Linda Sandoval.